# Norway Airlines
Norway Airlines (zeitweise firmierend als Air Europe Scandinavia) war eine norwegische Fluggesellschaft, die ihren Betrieb im Jahr 1992 eingestellt hat.

## Geschichte
Norway Airlines wurde am 2. April 1987 von norwegischen Investoren unter Beteiligung der Fluggesellschaft Ansett Australia gegründet, um IT-Charterflüge von den Flughäfen Stavanger und Bergen zu den Urlaubsregionen am Mittelmeer anzubieten. Die Betriebsaufnahme erfolgte am 19. Februar 1988 mit einer geleasten Boeing 737-300. Das Unternehmen erhielt noch im selben Monat ein zweites Flugzeug dieses Typs, das aber umgehend an die britische Fluggesellschaft Monarch Airlines weiter vermietet wurde. Nach dem Konkurs des norwegischen Reiseveranstalters Sun Tours, der rund 60 Prozent zum Fluggastaufkommen des Unternehmens beigetragen hatte, wurde auch die verbliebene Boeing 737 zeitweise für Monarch Airlines im Sub-Charter sowie daneben auf Bedarfsflügen im Ad-hoc-Charter eingesetzt, unter anderem für Transporte im Auftrag des Internationalen Roten Kreuzes.
Anfang 1989 erwarb der Mutterkonzern der britischen Fluggesellschaft Air Europe, die International Leisure Group, eine 33%ige Beteiligung an dem Unternehmen. Im Juni 1989 wurde Norway Airlines in die Airlines of Europe Group integriert und zur Air Europe Scandinavia umfirmiert. Nach der Umfirmierung erhielten die beiden Boeing 737 der Gesellschaft eine britische Registrierung, wodurch es rechtlich möglich wurde, die Maschinen auf Linienflügen zwischen Oslo und London einzusetzen.
Nachdem der britische Partnerkonzern am 8. März 1991 Konkurs anmelden musste, wurde der Flugbetrieb zunächst ausgesetzt. Die Gesellschaft führte ab Ende April 1991 unter dem Namen Norway Airlines erneut Charterdienste durch und konnte ab Oktober 1991 den Flughafen London-Gatwick wieder im Linienverkehr anfliegen. Die Anteile der insolventen International Leisure Group wurden im Juli 1991 von der dänischen Sterling Airways erworben, die auch Beteiligungen an der schwedischen Fluggesellschaft Transwede besaß. Die drei Fluggesellschaften planten den Aufbau eines gemeinsamen Linienflugnetzes innerhalb Skandinaviens und bildeten hierzu die TransNordic Group. Der von Norway Airlines gestellte Antrag für Linienflüge von Oslo nach Kopenhagen und Stockholm wurde im Dezember 1991 vom norwegischen Verkehrsministerium abgelehnt. Im Frühjahr 1992 gab die Gesellschaft ihre beiden Boeing 737 an den Leasinggeber zurück und mietete im Anschluss zwei Flugzeuge der Transwede. Im Verlauf des Jahres 1992 stiegen die Verluste des Unternehmens, so dass der Flugbetrieb am 14. Oktober 1992 aus wirtschaftlichen Gründen eingestellt wurde. Die Auflösung der Gesellschaft erfolgte im Februar 1993.

## Flotte
- Boeing 737-300 (eingesetzt von Februar 1988 bis März 1992)
- McDonnell Douglas MD-83 (Anfang 1992 geleast von Transwede)
- McDonnell Douglas MD-87 (Anfang 1992 geleast von Transwede)[7]